# Melanolophia trisurca
Melanolophia trisurca är en fjärilsart som beskrevs av Paul Dognin 1895. Melanolophia trisurca ingår i släktet Melanolophia och familjen mätare. Inga underarter finns listade i Catalogue of Life.